# The Archaic Course
The Archaic Course — третий студийный альбом Borknagar, вышедший в 1998 году,
В The Archaic Course вокалиста Гарма (который «не захотел больше скримить») заменил ICS Vortex. Также к группе присоединился дополнительный гитарист Дженс Райланд. В записи альбома принимал участие и гитарист Enslaved Ивар Бьорнсон, но не был указан на буклете. Это последний альбом с участием одного из основателей группы, Эрика Брёдрешифта, выступавшего под псевдонимом Grim (Грим), — в 1999 году он совершил самоубийство.

## Список композиций
1. «Oceans Rise» (Брюн) — 5:27
2. «Universal» (Брюн) — 5:35
3. «The Witching Hour» (Брюн/Бьорнсон/Вортекс) — 4:26
4. «The Black Token» (Брюн) — 5:19
5. «Nocturnal Vision» (Брюн/Вортекс) — 4:35
6. «Ad Noctum» (Вортекс/Брюн) — 4:22
7. «Winter Millennium» (Брюн) — 5:44
8. «Fields of Long Gone Presence» (Бьорнсон) — 2:18

## Участники записи
- ICS Vortex — вокал, синтезатор на «Ad Noctum»
- Эйстейн Брюн — гитара
- Дженс Ф. Райланд — гитара
- Кай К. Лие — бас-гитара
- Эрик «Грим» Брёрешифт — ударные
- Ивар Бьорнсон — синтезатор на всех песнях, кроме «Ad Noctum»